# Padre Hurtado (comuna)
Padre Hurtado es una comuna chilena ubicada en el sector norte de la Provincia de Talagante, en conurbación con el sector surponiente de la ciudad de Santiago, perteneciente a la Región Metropolitana de Santiago.
La comuna limita al norte con Maipú, al este con Calera de Tango, al sur con Peñaflor y al oeste con Melipilla y Curacaví.
Su población es heterogénea, compuesta mayoritariamente por grupos socioeconómicos medios-bajos —casco histórico y localidades rurales—. En ciertas zonas de la comuna, principalmente colindantes con zona rural, se han ido incrementado sectores altos y medios-altos, a través de la migración de los sectores de elevados ingresos de la Metrópolis hacia la zona rural —parcelaciones de agrado y proyectos inmobiliarios—, generando la «desruralización del campo».

## Historia

### Prehispánicos
Esta zona estuvo poblada desde hace más de 10000 años. Culturas importantes en la zona fueron la Cultura Llolleo y la Cultura Bato. Posteriormente apareció la Cultura Aconcagua. Tras la conquista Inca en 1426, estas tierras quedaron bajo la égida de Tala Canta Ilabe, llamando a sus naturales Promaucaes.

### Conquista española
En tiempos anteriores a la conquista, la actual comuna de Padre Hurtado era conocida como Peucodañe, voz mapuche que significa nido de peuco, derivado de Peuco (un ave de rapiña) y dañe (nido). Desde antaño estas tierras al poniente del valle del Río Mapocho estuvieron pobladas por naturales que se agrupaban en tres pueblos originarios: los Curamapu, Pelvín y Malloco.  
Cuando los españoles llegaron a Peucodañe, fue práctica muy común de los gobernadores entregarles mercedes de tierras a los servidores destacados, de manera de recompensa por los servicios prestados al Imperio español. Es así como en el año 1604, el gobernador Alonso de Ribera y Zambrano, otorgó una merced de 350 cuadras al teniente de gobernador Fernando Talaverano y Gallegos, de la cual se sustentó a través de la Acequia Grande de Peucodañe, canal que estuvo influenciado por incaicos de origen prehispánicos de la cuenca Maipo-Mapocho.

### Creación de la comuna
El 17 de octubre de 1994 se publica la ley que crea la comuna de Padre Hurtado, en territorios de la comuna de Peñaflor.
Su nombre es en honor al sacerdote jesuita Alberto Hurtado canonizado en 2005.

### Desarrollo urbano
En estos últimos años la comuna ha desarrollado un gran proceso de crecimiento en la zona urbana. Cuenta además con, pubs, restaurantes, supermercados, y plazas como los del sector centro de Av. Camino a Melipilla.

## Medio ambiente

### Geomorfología y componentes abióticos

Trazado simplificado de los ecosistemas y cuerpos de agua presentes en la comuna de Padre Hurtado.

La comuna de Padre Hurtado se encuentra emplazada en las unidades geomorfológicas de Cordillera de la costa y Cuenca de Santiago; y presenta según la clasificación climática de Köppen clima mediterráneo de lluvia invernal (Csb) y clima mediterráneo de lluvia invernal de altura (Csb (h)). Esta además se halla en la cuenca hidrográfica de río Maipo. Además, la comuna posee diversos cuerpos de agua, entre los que se destacan el río Mapocho y la laguna del Sol.

### Componentes bióticos
Dentro del territorio de la comuna se pueden hallar los siguientes ecosistemas:
- Bosque esclerófilo mediterráneo andino donde predominan Quillaja saponaria y Lithrea caustica (Vulnerable)
- Bosque esclerófilo mediterráneo costero donde predominan Cryptocarya alba y Peumus boldus (Vulnerable)
- Bosque espinoso mediterráneo interior donde predominan Acacia caven y Prosopis chilensis (Vulnerable)

### Medidas de protección ambiental y conflictos socioambientales

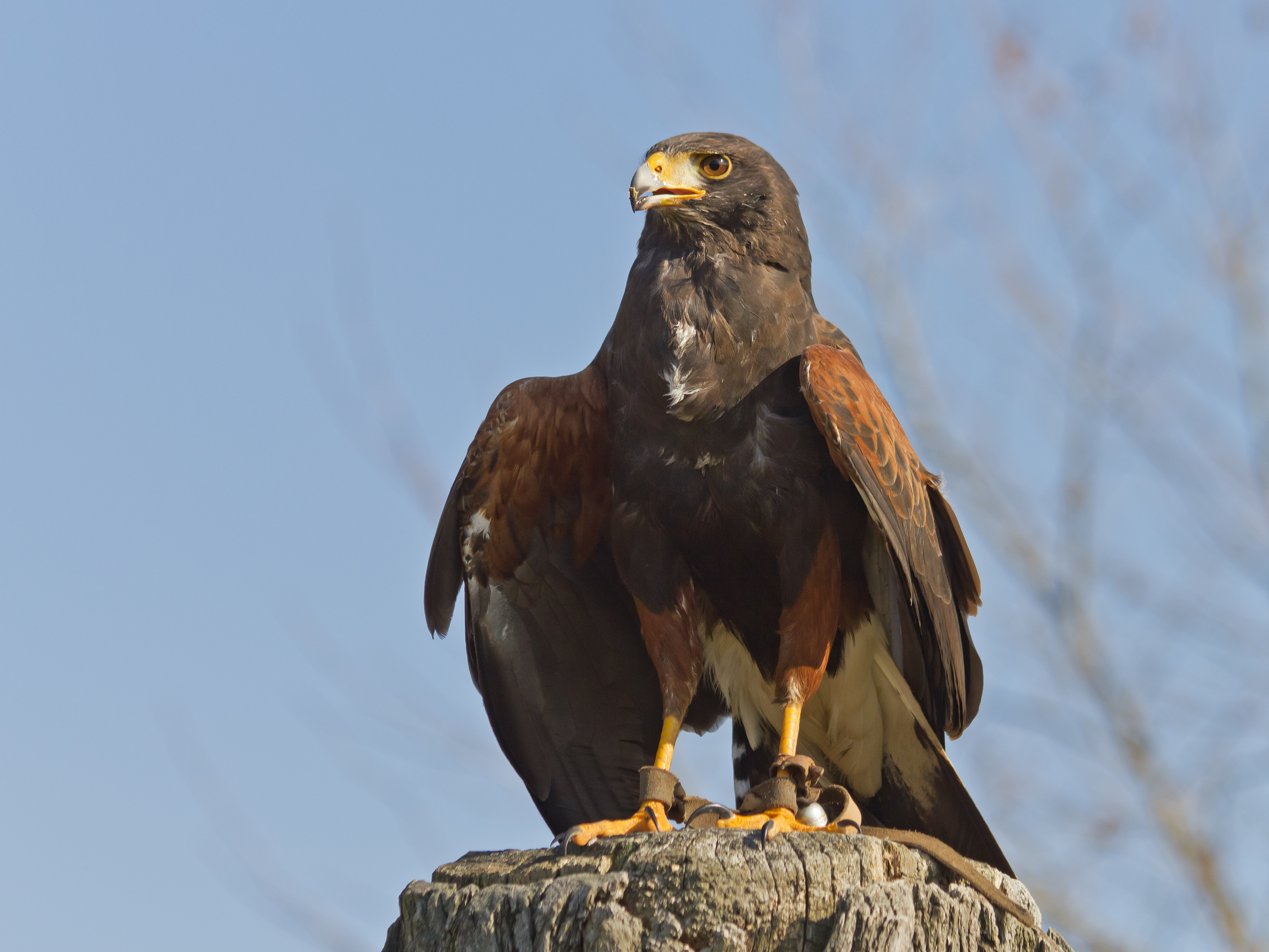
Peuco, de cuyo nombre deriva Peucodañe (Nido de Peucos) nombre con que se conocía al sector antes de la llegada de los españoles.

Posee hermosos paisajes en torno a la Cuesta Barriga que conecta la zona rural de Padre Hurtado con la comuna de Curacaví y es la interconexión entre la Provincia de Talagante y Melipilla. La Cuesta presenta una abundante vegetación de Bosque nativo Esclerófilo (Boldo, Maiten, Espino Quillay, Litre, entre otras). Además genera un mirador natural de amplio campo visual sobre Padre Hurtado y las comunas vecinas.
Hasta 2022, la comuna de Padre Hurtado cuenta con las siguientes zonas que poseen algún nivel de protección ambiental:
- El Roble (Sitios Ley 19.300)[15]
- Humedal Trapiche (Humedal urbano)[16]
- Mallarauco (Sitios ERB)[17]
- Santuario de la Naturaleza Quebrada de La Plata (Santuario de la Naturaleza)[18]

### Áreas verdes

#### Plazas
- Plaza de Armas de Padre Hurtado
- Plaza Esmeralda (Santa Rosa de Chena)
- Plaza Padre Hurtado
- Plaza Betania
- Plaza Villa Alberto Hurtado
- Plaza Nueva Estrella
- Plaza El Manzano

#### Parques
- Parque Las Carboneras (inaugurado en 2021)
- Parque El Sol (El Manzano; inaugurado en 2013)
- Parque El Trebal
- Parque El Manzano

## Demografía

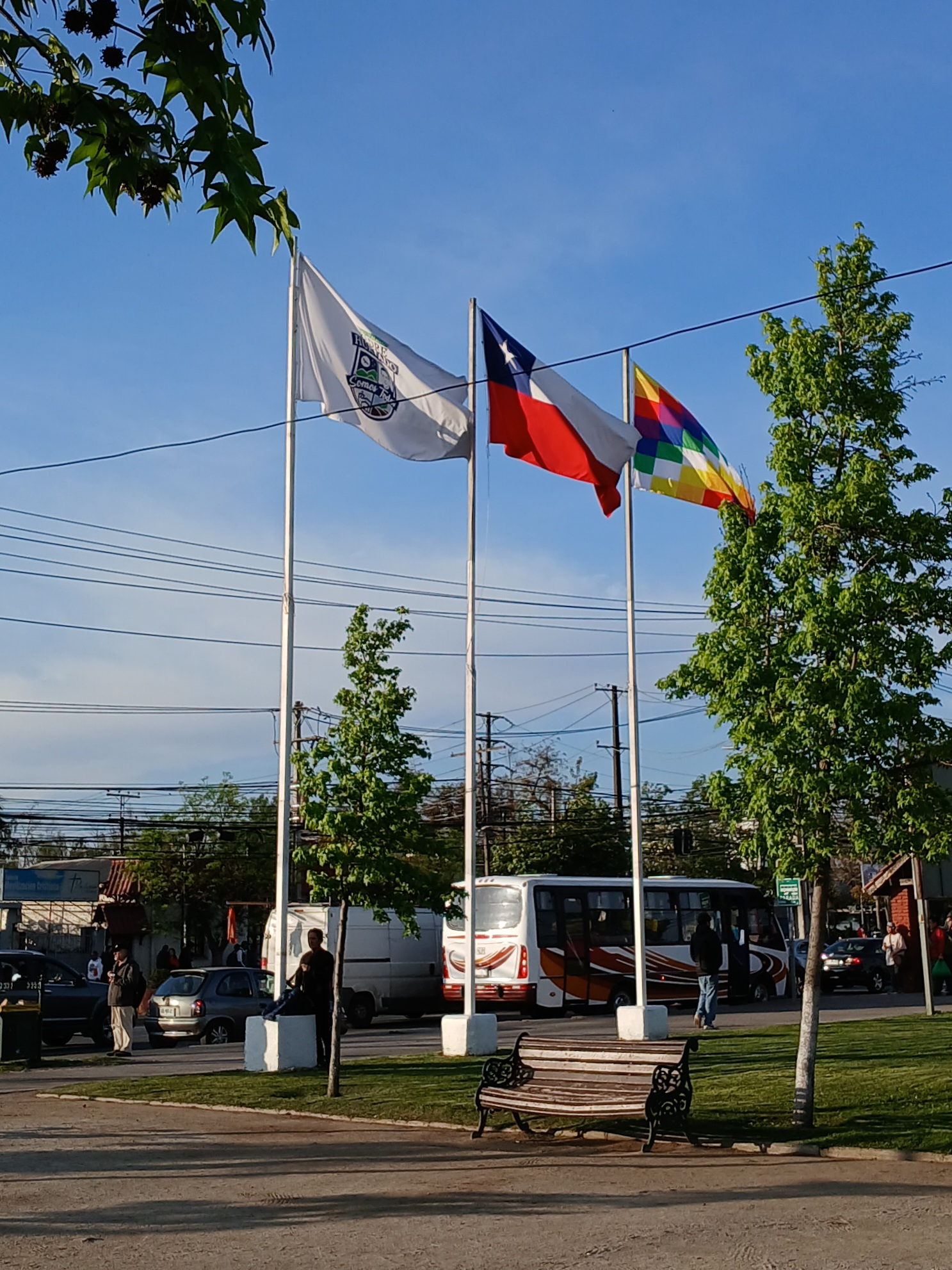
La bandera de Padre Hurtado junto a la bandera de Chile y la wiphala ondeando en la Plaza de Armas de la comuna.

La comuna de Padre Hurtado se ubica al nororiente de la Provincia de Talagante a la cual pertenece, y al sur poniente del área metropolitana del gran Santiago. Sus límites son por el norte con Maipú, por el sur con Peñaflor, por el oeste con Curacaví y Melipilla y por el este con Calera de Tango. La comuna se extiende sobre una superficie aproximada de 83,48 km². 
La población total correspondía a 38.768 habitantes en 2002 según el censo de aquel año. La superficie comunal alcanza los 83,48 km², observándose una densidad de 367,17 hab/km². Posteriormente, y dado la continua expansión del conurbano, la población llegó a un total de 63 250 habitantes según el censo del 2017. Ya en 2021 Padre Hurtado se situó como una de las más atractivas en cuanto a la migración intraregional, motivo por el que se espera que su población siga en constante aumento debido a que la comuna está experimentando un crecimiento significativo de sus nuevos barrios, principalmente hacia la autopista del sol, con modernas urbanizaciones que atraen a personas de distintos puntos de Santiago.

### Distribución poblacional
El emplazamiento lo constituye la población urbana localizada en un pequeño sector al este de la comuna (25% de la superficie), concentrándose principalmente alrededor de la Avenida Camino San Alberto Hurtado y del camino a Valparaíso, secundariamente. Por su parte, la población rural se localiza en varias localidades al oeste y centro de la comuna en su extensa área rural (75% de la superficie comunal). 
La población urbana la constituyen las localidades de Padre Hurtado y Santa Rosa de Chena y la población rural las localidades de La Esperanza, Santa Mónica, El Trebal, El Curato, entre otras.

## Administración
La Municipalidad de Padre Hurtado es dirigida en el periodo 2024-2028 por el alcalde:
- Felipe Muñoz Heredia (PS)[20]

El concejo municipal en el periodo 2024-2028 está compuesto por:
- Paz González Zúñiga (UDI)
- Marcela Rojas Flores (PS)
- Ignacio Arias Díaz (Ind.-PL)
- Francisco Garrido Sanhueza (RN)
- Daniela Díaz Santibáñez (REP)
- Rocío López Céspedes (FA)[21]

## Representación

### Parlamento
Padre Hurtado integra el Distrito Electoral n.º 14 y pertenece a la 7ª Circunscripción Senatorial (Región Metropolitana). De acuerdo a los resultados de las elecciones parlamentarias de Chile de 2021, Padre Hurtado es representada en la Cámara de Diputadas y Diputados del Congreso Nacional por los siguientes diputados en el periodo 2022-2026:
Apruebo Dignidad (2)
- Marisela Santibáñez Novoa (Ind.-PCCh)
- Camila Musante Müller (Ind.-AD)

Socialismo Democrático (2)
- Raúl Leiva Carvajal (PS)
- Leonardo Soto Ferrada (PS)

Chile Vamos (1)
- Juan Antonio Coloma Álamos (UDI)

Fuera de coalición:
- Juan Irarrázaval Rossel (PRCh)

A su vez, en el Senado la representan Fabiola Campillai Rojas (Ind.), Claudia Pascual (PCCh), Luciano Cruz-Coke (EVOP), Manuel José Ossandón (RN) y Rojo Edwards (Ind.) en el periodo 2022-2030.

## Economía
En 2018, la cantidad de empresas registradas en Padre Hurtado fue de 1.065. El Índice de Complejidad Económica (ECI) en el mismo año fue de 0,39, mientras que las actividades económicas con mayor índice de Ventaja Comparativa Revelada (RCA) fueron Fabricación de Artículos de Vidrio (178,44), Agencias de Contratación de Actores (101,04) y Fabricación de Maquinaria Agropecuaria y Forestal (58,91).

## Servicios públicos

### Seguridad
Las Fuerzas de Orden y Seguridad de Chile están compuestas por Carabineros de Chile y la Policía de Investigaciones de Chile o PDI. La Unidad Policial territorial de la PDI en la comuna es la Brigada de Investigación Criminal Peñaflor o BICRIM Peñaflor, con área de competencia en las comunas de Peñaflor y Padre Hurtado, cuya función principal es investigar delitos de distinta índole a nivel local encomendadas por los Tribunales de Justicia y el Ministerio Público, como también acoger denuncias, entre otras labores. Esta Unidad Policial, al igual que sus pares, cuenta con grupos internos, uno de ellos dedicado a la investigación del tráfico de drogas en pequeñas cantidades, es denominado Grupo Microtráfico Cero o MT-0, además de contar con una Oficina de Análisis Criminal.

### Educación
Entre la infraestructura asociada a educación dentro de la comuna se destacan el Centro Cultural y de Emprendimiento y la Biblioteca Padre Hurtado.

## Lugares de interés

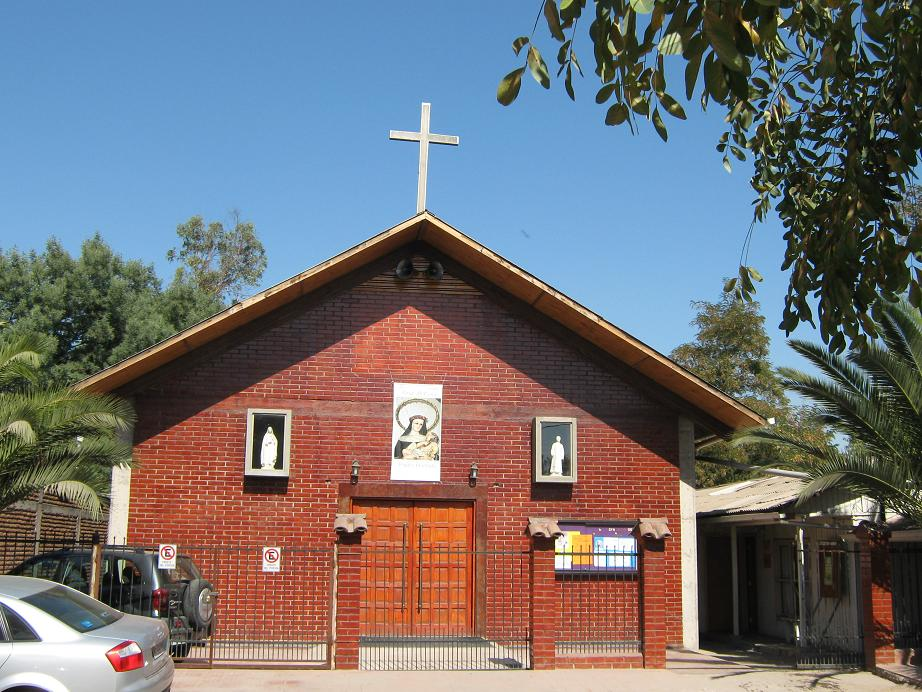
Parroquia Santa Rosa.

En la comuna se encuentra ubicado el Centro de Espiritualidad Loyola (CEL) que fue construido en 1938 por iniciativa del Padre Alberto Hurtado. En este centro espiritual residió entre 1960 y 1961 el Papa Francisco, donde realizó clases de Ética y Moral, a los alumnos de 5° año de preparatoria de la Escuela Argentina, ex Escuela 4. En la misma materia religiosa cuenta además con la parroquia San Ignacio de Loyola que se concentra en las mayorías representaciones católicas en Chile (San Alberto Hurtado, Sagrado Corazón de Jesús, Nuestra Señora de Lourdes, entre otros).
En lo cultural se encuentra La lechería Santa Cruz, uno de los atractivos turísticos más visitados de la zona, tiene más de un siglo de experiencia en el ámbito lechero, iniciando el negocio en 1902, además esta lechería pertenece a la familia más antigua de la comuna. 
Otros lugares de interés patrimonial son:
- Estación Las Carboneras
- Casa Kaplan
- Piscina Municipal Casa Kaplan
- Casona Marruecos de Santa Cruz

## Transporte

### Buses
Esta es una lista de los buses interprovinciales que sirven a Padre Hurtado:
| Empresa         | Inicio           | Fin           |
| --------------- | ---------------- | ------------- |
| Buses Peñaflor  | Estación Central | Padre Hurtado |
| Flota Talagante | Estación Central | El Monte      |
| Líder           | Quinta Normal    | Padre Hurtado |
| Transcentro     | Santiago         | Peñaflor      |

### Red Metropolitana de Movilidad
El 31 de agosto del 2023 se anunció la extensión de servicio Red Metropolitana de Movilidad a las comunas de Padre Hurtado y Lampa. El 28 de octubre del mismo año comenzó a operar el recorrido I35 desde Padre Hurtado hasta la estación de metro Del Sol, específicamente hasta la Estación Intermodal Del Sol.

### Transporte ferroviario

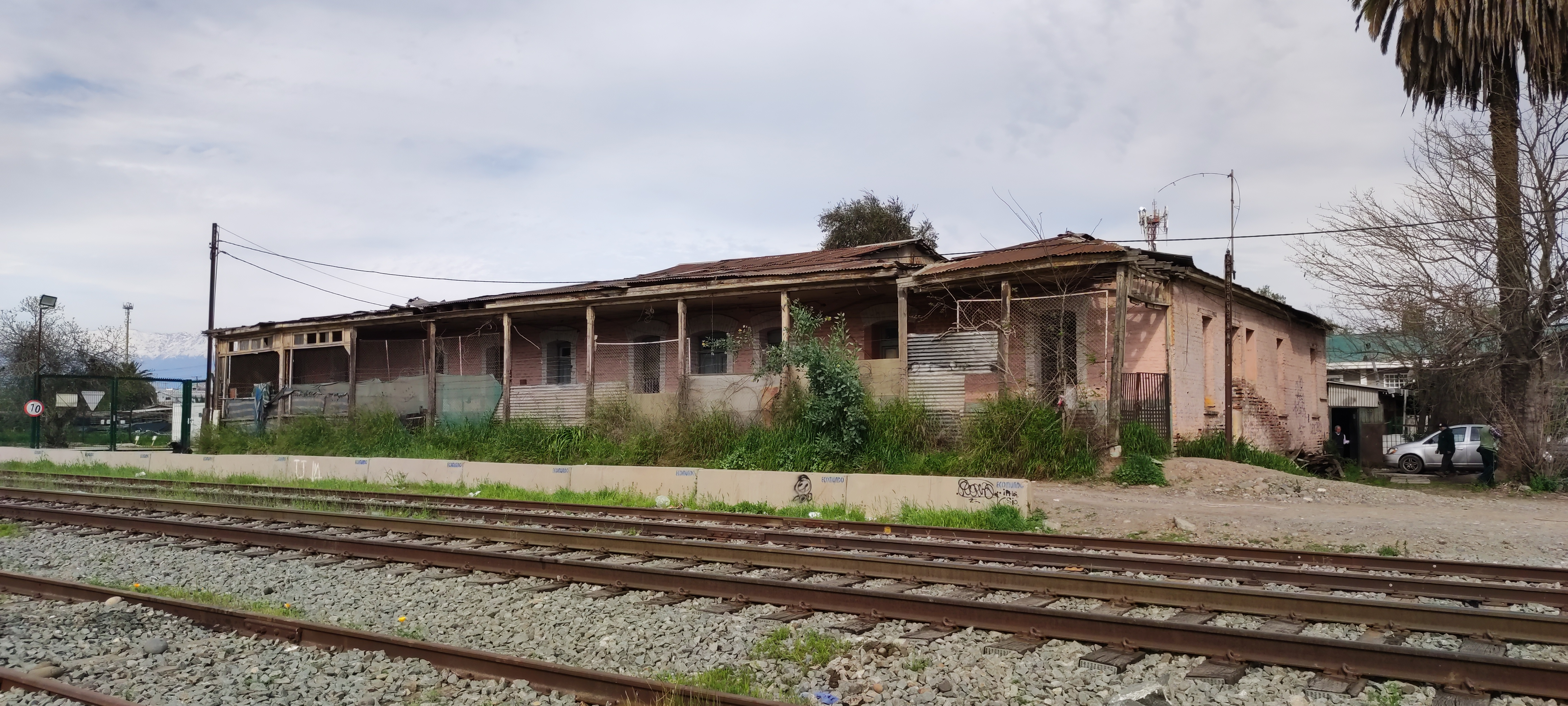
Infraestructura presente en el recinto de la estación Padre Hurtado; edificio estación (2023).

Padre Hurtado es una estación ferroviaria ubicada en la comuna homónima de Chile, en la región Metropolitana. Esta estación fue construida con el ramal Santiago-Cartagena en 1891 con el nombre de Santa Cruz, el cual posteriormente pasó a llamarse Marruecos, hasta obtener el nombre que tiene actualmente. Quedó en desuso en 1987 luego de que se suprimieran los servicios en el ramal.

## Deportes

### Fútbol
La comuna de Padre Hurtado ha tenido a dos clubes participando en los Campeonatos Nacionales de Fútbol en Chile.
- Santa Fe (Cuarta División 2003/Tercera División 2004-2005).
- Juventud Padre Hurtado (Tercera División B 2009).

#### Fútbol amateur
Tres clubes (Cristal Chile, Julio Covarrubias y Marruecos) de fútbol amateur de Padre Hurtado participan en la Asociación Independiente de Fútbol de Peñaflor y tres (El Bosque, Filial Magallanes y Santa Rosa de Chena) en la Asociación Independiente de Fútbol de Calera de Tango.

#### Clubes deportivos
- Club Julio Covarrubias
- Club Cristal Chile
- Club Marruecos
- Club Santa Rosa de Chena
- Club Deportivo Social Cultural Lobos

## Personajes célebres
- Alberto Hurtado Cruchaga, sacerdote jesuita chileno.
- Fernando Talaverano Gallegos, gobernador del Reino de Chile.
- José Ángel Ortúzar Formas, diputado y senador de la República de Chile; propietario de la Hacienda Marruecos.
- Domingo de Valdés y González de Soberal, señor del Mayorazgo Valdés.
- José Manuel Tagle Valdés, regidor de Peñaflor entre 1938 y 1953.
- Marcelo Díaz Rojas, futbolista.